# 奧先河
57°56′08.9″N 36°22′00.8″E / 57.935806°N 36.366889°E
奧先河（俄语：Осень），是俄羅斯的河流，位於該國西部特維爾州，屬於莫洛加河的右支流，河道全長8.7公里，流域面積3,210平方公里，在每年十一月中至四月初結冰。